# Бунчамнонг, Манус
Манус Бунчамнонг (тайск. มนัส บุญจำนงค์, род. 23 июня 1980 года) — тайский боксёр-любитель, чемпион Олимпийских игр (2004) и Азиатских игр (2006), серебряный призёр Олимпийских игр (2008), призёр чемпионата мира 2003 года.
Младший брат Мануса Нон Бунчамнонг (род. 1982) также занимается боксом и выступал на Олимпийских играх 2008 года в Пекине.